# Pierre Raphaël Paillot de Beauregard
Pierre Raphael Paillot de Beauregard, seigneur du Cormier, né le 14 février 1734 à Saint-Palais-sur-Mer (Saintonge), mort le 30 septembre 1799 à Saintes (Charente-Inférieure), est un général français.

## Biographie
Pierre Raphaël Paillot de Beauregard est le fils de Pierre Paillot, sieur de Beauregard et du Cormier, avocat au parlement, conseiller du Roi, élu en l'élection de Saintes, et de Marie Anne Dudouet.
Entré en service comme cadet au régiment de Noailles-cavalerie en 1755, il sert en Allemagne de 1757 à 1762. Lieutenant de dragons dans les volontaires de Clermont en 1758, aide-major en 1758, il est réformé en 1760. Il se signale dans une affaire de nuit à Zierenberg près de Cassel où il favorise la retraite de la cavalerie le 6 septembre 1765.
Capitaine d'infanterie le 21 mai 1766, capitaine de dragons le 29 février 1768, il est capitaine au Régiment de Penthièvre dragons le 9 décembre 1776. Il est nommé lieutenant colonel de chasseurs le 8 avril 1779 et chevalier de Saint-Louis à la même date. Il fut enfermé au château de Ham pour trois mois le 7 octobre 1781 pour s'être mal conduit à l'égard de son mestre de camp. 
Il est admis à la retraite le 28 décembre 1781 puis remis en activité et nommé maréchal de camp le 1er mars 1791.
Employé comme commissaire à Avignon, il sert à la 2e division militaire à Châlons-sur-Marne le 1er octobre 1792. Commandant de la place de Châlons à la place de Sparre le 28 février 1793, puis il est envoyé à Mézières pour rallier les soldats qui rentraient dans l'intérieur et commander les troupes réunies à Sedan le 8 avril 1793. 
Il prend le commandement de la 2e division de l'armée des Ardennes le 6 mai 1793 et il est promu au grade de général de division le 15 mai 1793 durant le siège de Valenciennes et tient la position avancée de Marly. 
Rappelé à Paris pour rendre compte de sa conduite, à Valenciennes, le 31 mai 1793, il fut maintenu à l'armée des Ardennes par les représentants du peuple. 
Il sert au combat d'Arlon le 6 juin 1793 puis il est suspendu de ses fonctions le 17 août 1793. Il retourne à l'armée des Ardennes le 22 septembre 1793, chargé de conduire un détachement de secours venant de Maubeuge, puis il rejoint l'armée du Nord le 11 octobre 1793. Il sert à Wattignies le 16 octobre 1793 avant d’être une nouvelle fois suspendu de ses fonctions par les représentants du peuple Lacoste et Peyssard le 20 octobre 1793. 
Emprisonné à la citadelle d'Arras le 21 octobre, il est remis en liberté le 29 août 1794. Il est de nouveau mis en retraite le 13 novembre 1794, puis il est remis en activité à l'armée de l'Ouest le 31 août 1795 avant d’être autorisé à prendre sa retraite, définitivement, le 1er janvier 1796.  

## Sources
- Généraux qui ont servi l'armée française pendant la période 1789-1814
- Georges Six, Dictionnaire biographique des généraux & amiraux français de la Révolution et de l'Empire (1792-1814)